# Försvarsmaktens dykeri och navalmedicinska centrum
Försvarsmaktens dykeri och navalmedicinska centrum (FM DNC) är ett funktionscentrum inom svenska marinen som verkat sedan 1979. Centrumet är en del av Sjöstridsskolan och lokaliserat i Karlskrona garnison, Karlskrona.

## Historik
Centrumet bildades den 1 juli 1979 som Marinens dykericentrum och var då en del av Berga örlogsskolor. Den 1 juli 2000 blev centrumet en självständigt centrum under namnet Försvarsmaktens dykeri och navalmedicinska centrum. Inför försvarsbeslutet 2004 ansåg regeringen att Försvarsmaktens utbildningssystem var både orationellt och kostnadsdrivande, då utbildning i teknisk tjänst genomfördes vid Försvarsmaktens Halmstadsskolor (FMHS) i Halmstad, Arméns tekniska skola (ATS) i Östersund och vid Örlogsskolorna (ÖS) i Karlskrona och Haninge/Berga. Dessutom utbildade Försvarsmakten totalförsvarspliktiga i teknisk tjänst vid utbildningsplattformarna, liksom vid Upplands regemente (S 1) och Flygvapnets Uppsalaskolor (F 20). I dess ställe ansåg regeringen att all teknisk utbildning, vilket även inkluderade den tekniska utbildningen vid Örlogsskolorna, skulle samlas till en ny skola, Försvarsmaktens tekniska skola (FMTS), lokaliserad till Halmstads garnison. Vidare ansåg regeringen i sin proposition att de två marinbaserna, Ostkustens marinbas och Sydkustens marinbas, skulle ersättas med en marinbas, Marinbasen, med ledning i Karlskrona. Vilket medförde att tyngdpunkten för den svenska marinens verksamheten flyttades helt till Karlskrona. Därmed skulle den kvarvarande utbildningen vid Örlogsskolorna tillsammans med Dyknavalcentrum i Berga flyttas till Karlskrona. Vidare föreslog regeringen att Amfibiestridsskolan skulle avvecklas, och amfibieutbildningen skulle flyttas till Karlskrona. Vidare skulle en marin stridsskola, Sjöstridsskolan, bildas i Karlskrona för att därmed erhålla samordningsvinster kopplat till Marinbasen. Den 31 december 2004 avvecklades Örlogsskolorna, från och med 1 januari 2005 övergick skolan till en avvecklingsorganisation fram till dess att avvecklingen skulle vara slutförd senast den 30 juni 2006. Den 1 januari 2005 bildades Sjöstridsskolan i Karlskrona. Sjöstridsskolan blev centrum för den marina utbildningen, dock ej den tekniska utbildningen, och där Försvarsmaktens dykeri och navalmedicinska centrum verkar sedan 1 januari 2005 som ett kompetenscentrum.

## Verksamhet
Centrumet är funktionsutvecklings- och funktionsutbildningsansvarig för Försvarsmaktens dykeriverksamhet. Vidare ansvarar centrumet för utbildning och utveckling inom Försvarsmakten. FM DNC stödjer även andra statliga myndigheter samt kommunala och civila organisationer. FM DNC är även ansvarig för haveriutredningar vid/efter dykolyckor.

## Namn, beteckning och förläggningsort
| Marinens dykericentrum                             | 1979-07-01 | – | 2000-06-30 |
| Försvarsmaktens dykeri och navalmedicinska centrum | 2000-07-01 | – |            |

| MDC    | 1979-07-01 | – | 2000-06-30 |
| FM DNC | 2000-07-01 | – |            |

| Haninge garnison (F)    | 1979-07-01 | – | 2005-08-31 |
| Karlskrona garnison (F) | 2005-09-01 | – |            |